# 1620
1620 (MDCXX) byl rok, který dle gregoriánského kalendáře započal středou.

## Události
- 7. srpna – bitva u Ponts-de-Cé, známá také jako Hrátky u Ponts-de-Cé, pro snadnost, s jakou porazilo vojsko pod velením Ludvíka XIII. armádu vzbouřenců placených jeho matkou Marií Medicejskou a skupinou vzbouřených šlechticů
- 8. listopadu – Bitva na Bílé hoře
- 23. listopadu – Ferdinand II. po porážce českého stavovského povstání zrušil platnost Rudolfova Majestátu jeho přestřihnutím.
- Otcové poutníci plují na lodi Mayflower do Massachusetts (angličtí puritáni)
- 9. prosince – Karel starší ze Žerotína obdržel od Ferdinanda II. ochranný list, který Třebíč ochránil od několika bitev.
- 14. prosince – Karel Bonaventura Buquoy zanechal ve městě Třebíč posádku pro ochranu města.

### Probíhající události
- 17. září až 7. října – Bitva u Cecory
- 1568–1648 – Nizozemská revoluce
- 1568–1648 – Osmdesátiletá válka
- 1618–1620 – České stavovské povstání
- 1618–1648 – Třicetiletá válka
- 1619–1626 – Povstání Gabriela Betlena
- 1620–1621 – Polsko-turecká válka

## Narození

#### Česko
- 13. května – František Karel Libštejnský z Kolovrat, šlechtic a diplomat († 5. května 1700)
- neznámé datum
  - Jan Arnolt z Dobroslavína, český knihtiskař († 1687)
  - Rudolf Julius Skrbenský z Hříště, slezsko-moravský šlechtic († po 1684)

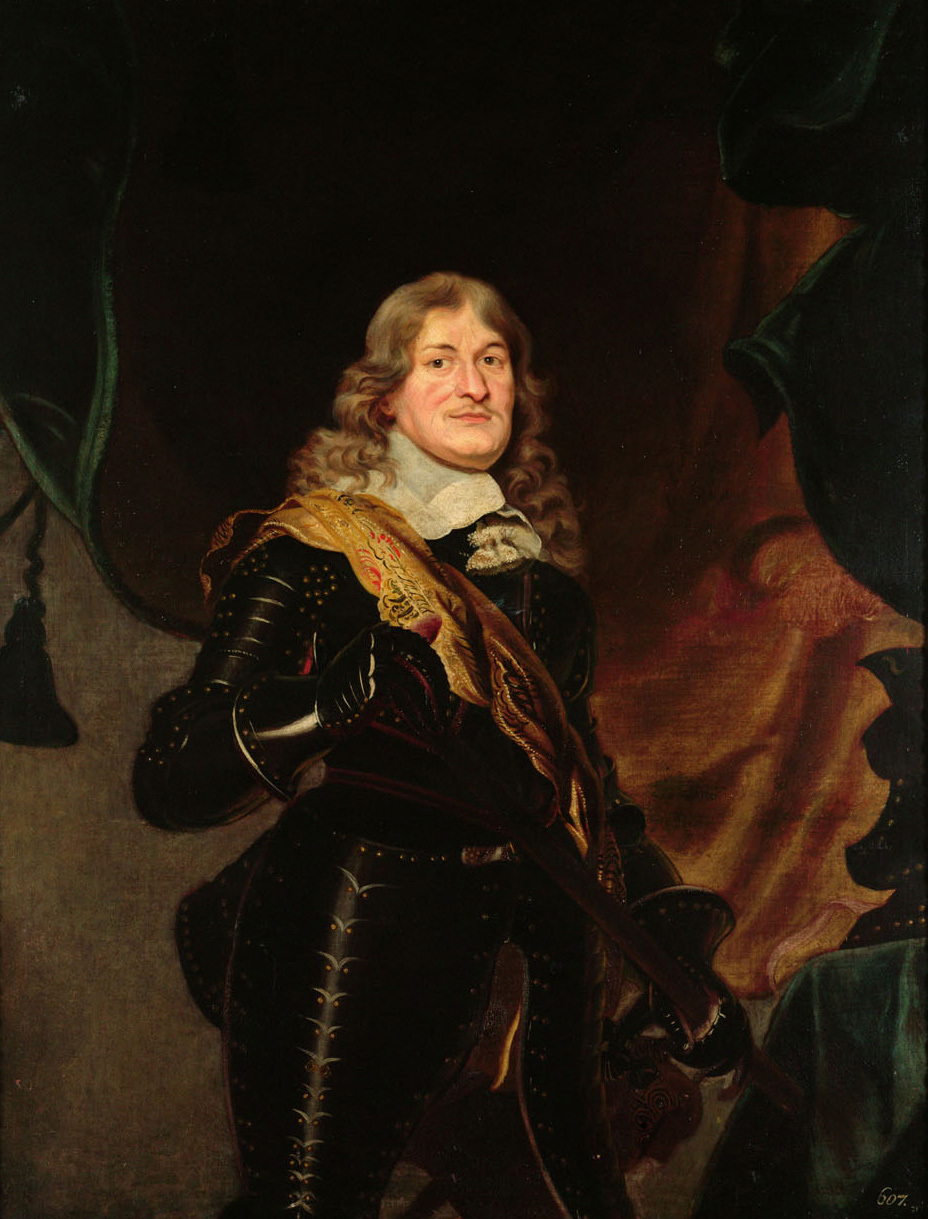
Fridrich Vilém I. Braniborský (* 16. února)

#### Svět
- 16. února – Fridrich Vilém I. Braniborský, vládce v Braniborsku-Prusku († 9. května 1688)
- 03. března – August Aušpurský, německý lyrik, překladatel a epigramik († 14. listopadu 1675)
- 19. března – Jan Goedart, nizozemský přírodovědec († asi únor 1668)
- 27. března – Henri Coiffier de Ruzé, markýz de Cinq-Mars, favorit francouzského krále Ludvíka XIII. († 12. září 1642)
- 24. dubna – John Graunt zakladatel demografie († 18. dubna 1674)
- 01. května – Mikuláš Zrinský, chorvatský a maďarský básník, vojevůdce a politik († 18. listopadu 1664)
- 08. května – Johann Kunsch von Breitenwald, německý kazatel a teolog († 9. listopadu 1681)
- 20. května – Andreas Schlüter, německý barokní sochař a architekt († květen 1714)
- 06. září – Isabella Leonarda, italská hudební skladatelka († 25. února 1704)
- 25. září – François Bernier, francouzský lékař († 22. září 1688)
- 20. října – Aelbert Cuyp, nizozemský malíř, krajinář († 15. listopadu 1691)
- 31. října – John Evelyn, anglický přírodovědec a spisovatel († 27. února 1706)
- 10. listopadu – pokřtěna Ninon de Lenclos, francouzská kurtizána a autorka dopisů († 17. října 1705)
- 23. prosince – Heneage Finch, 1. hrabě z Nottinghamu, britský šlechtic a politik († 18. prosince 1682)
- neznámé datum
  - Francesco Caratti, italský architekt († 1677)
  - Edme Mariotte, francouzský kněz a fyzik († 12. května 1684)
  - Henri Coiffier de Ruzé, markýz de Cinq-Mars, vůdce spiknutí proti kardinálovi Richelieu († 12. září 1642)
  - Johann Heinrich Schmelzer, rakouský barokní hudební skladatel a houslista († 1680)
  - Jean de la Vallée, francouzský barokní architekt († 12. března 1696)
  - Pierre Perrin, francouzský básník a libretista († 24. srpna 1675)
  - Antonio Sartorio, italský barokní hudební skladatel († 30. prosince 1681)
  - Theresa Maria Coriolano, italská malířka a umělkyně († 1671)
  - Renée Le Clerc de Sautré, francouzská šlechtična
  - Pier Francesco Silvani, italský architekt († 1685)
  - Jan Wall, anglický římskokatolický kněz, mučedník a světec († 22. srpna 1679)
  - Dong Yue, čínský spisovatel († 1687)
  - Cristoforo Ivanovich, italský historik, básník a operní libretista († 6. ledna 1689)
  - Arabacı Ali Paša, osmanský velkovezír († 1693)

## Úmrtí

#### Česko
- 01. února – Eliška Kateřina Smiřická, česká šlechtična (* 1590)
- 17. března – Jan Sarkander, moravský kněz (* 20. prosince 1576)
- 24. září – Petr II. ze Švamberka, šlechtic z ronšperské větve rodu Švamberků (* 1577/81)
- 27./28. září – Maximilián Rumpál, prachatický měšťan a obchodník se solí (* 1581)
- 08. listopadu – Kryštof Arnošt Šlik, šlechtic z ostrovské linie rodu Šliků (* ?)

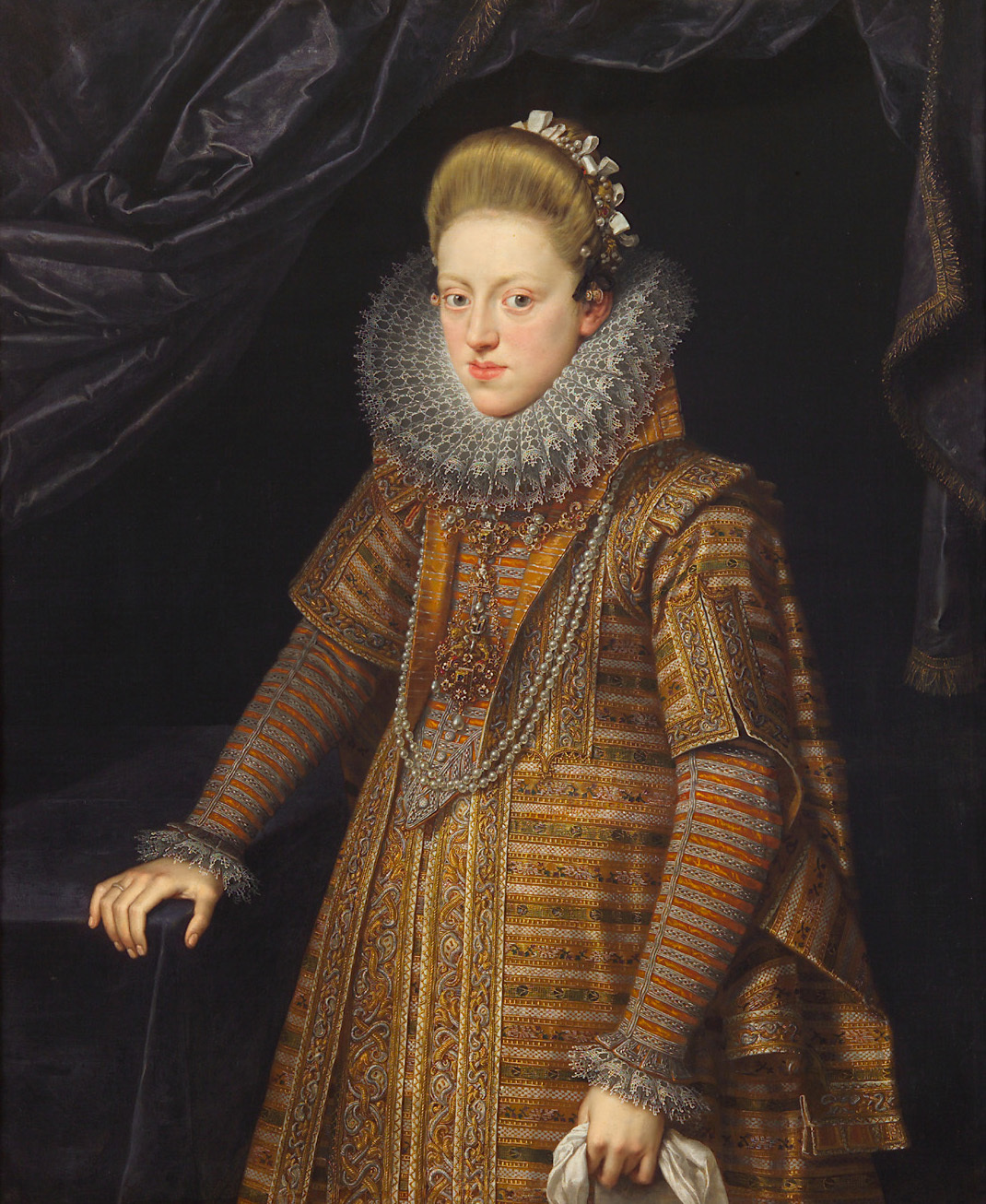
Eleonora Habsburská († 28. ledna)

#### Svět
- 28. ledna – Eleonora Habsburská, rakouská arcivévodkyně (* 25. září 1582)
- 13. dubna – Linhart Colona z Felsu, polní maršálek a organizátor stavovského povstání (* 1565)
- 16. května – William Adams, anglický námořník a navigátor (* 24. září 1564)
- 10. června – Saliha Banu Begum, manželka mughalského císaře Džahángíra ( * ?)
- 16. června – Carlo Saraceni, italský malíř (* 1579)
- 21. června – Juraj III. Druget, uherský šlechtic (* 1583)
- 02. srpna – Karel Luyton, vlámský varhaník a hudební skladatel, který žil na dvoře císaře Rudolfa II. v Praze (* 1556)
- 18. srpna – Wan-li, čínský císař (* 4. září 1563)
- 26. září – Tchaj-čchang, čínský císař (* 28. srpna)
- 07. října – Stanisław Żółkiewski, polský šlechtic (* asi 1547)
- 08. října – Jindřich Duval Dampierre, generál rakouské armády (* 1580)
- 26. října – Mahfiruz Hatice Sultan, první a oficiální manželka sultána Ahmeda I., matka sultána Osmana II, Valide Sultan (* 1590)
- 13. listopadu – Luisa de Coligny, manželka Viléma I. Oranžského (* 23. září 1555)
- 28. prosince – Jakob Zeller, německý sochař, umělecký soustružník a řezbář (* 1581)
- neznámé datum
  - duben – Císařovna Wang, mingská císařovna (* 1565)
  - Simon Stevin, vlámský matematik, fyzik a inženýr (* 1548)

## Hlavy států

### Evropa
- Habsburská monarchie – Ferdinand II. Štýrský
- Polsko-litevská unie – Zikmund III. Vasa
- Anglické království – Jakub I. Stuart
- Skotské království – Jakub I. Stuart
- Francouzské království – Ludvík XIII.
- Papežský stát – Pavel V.
- Ruské carství – Michal I. Fjodorovič
- Španělské království – Filip III. Španělský
- Švédské království – Gustav II. Adolf

#### Vévodství a knížectví
- Braniborsko-Prusko – Jiří Vilém Braniborský
- Bavorské vévodství – Maxmilián I. Bavorský
- Toskánské velkovévodství – Cosimo II. Medicejský
- Parmské vévodství – Ranuccio I. Farnese
- Monako – Honoré II.

### Blízký Východ a Severní Afrika
- Osmanská říše – Osman II.
- Perská říše – Abbás I. Veliký
- Krymský chanát – Canibek Giray

### Dálný Východ a Asie
- Mughalská říše – Džahángír
- Čínské císařství – Wan-Li, po jeho smrti Tchaj-Čang, poté Tchien-Čchi
- Japonské císařství – Go-Mizunó